# Ylinen Rautjärvi
Ylinen Rautjärvi är en sjö i kommunen Tavastehus i landskapet Egentliga Tavastland i Finland. Sjön ligger 125,5 meter över havet. Arean är 36 hektar och strandlinjen är 3,99 kilometer lång. Sjön  ingår i Kumo älvs huvudavrinningsområde.   Den ligger omkring 41 km nordöst om Tavastehus och omkring 110 km norr om Helsingfors. 
Sydväst om Ylinen Rautjärvi ligger Evois. Ylinen Rautjärvi ligger nordöst om Alinen Rautjärvi. 